# Verónica Pascual Boé
Verónica Pascual Boé (Burgos, 1979) es una ingeniera aeronáutica y CEO española, consejera delegada en Asti Mobile Robotics. También es consejera independiente en la Comisión de Estrategia e Investigación, en el Consejo de Administración de Telefónica, y en otras compañías.

## Biografía
Nacida en Burgos, se graduó en Aeronáutica por la Universidad Politécnica de Madrid y realizó cursos de posgrado en Harvard, Stanford, el INSEAD y el Collège des Ingénieurs de París.

### Trayectoria profesional
Trabajaba como consultora en París y Londres para el grupo industrial Bouygues cuando, en 2003, se hizo cargo de la empresa familiar de tecnología a medida gestionada hasta entonces por sus padres.
En el año 2006 llegó a la dirección general de la empresa y en el año 2008 compró el 100 % de sus acciones. Desde entonces, la empresa ha logrado estar presente en 17 países y ser un actor europeo destacado en robótica de vehículos autoguiados e inteligentes, en el proceso industrial 4.0.
Durante dos años fue presidenta de la Comisión Industrial 4.0, y vicepresidenta del desarrollo de talento de Ametec. Es miembro de la red global de emprendimiento de alto impacto Endeavor. El Consejo de Administración de Telefónica ha incorporado a Pascual como consejera independiente de la compañía, en la Comisión de Estrategia e Innovación. Asimismo, es consejera de la compañía cotizada Gam, y de no cotizadas como Arborea; además del Consejo Social de la Universidad de Burgos, de CaixaBanck y de ImaginBank. Participa en distintos proyectos educativos y formativos. Instituyó y preside la Fundación Asti, creando distintos proyectos dirigidos al desarrollo del talento digital y fomento de las STEM entre la juventud.
En 2021 vendió su empresa, aunque sigue al frente de ASTI.En 2024 fue nombrada presidenta del patronato de Endeavor España.

## Premios y reconocimientos
- 2010. Premio Dirigente del año que concede el Club Logística.[29]
- 2013. Premio a "Mujer Emprendedora".[30]
- 2016. Seleccionada por Fundación Endeavor como emprendedora española.[31]
- 2017. Premio Admira en memoria de Andrés Mira Domenéc.[9]
- 2018. Incluida en el ranking de los 20 líderes del futuro de la economía en España, según el Instituto Choiseul.[32][6]
- 2019. Premio AED  de Gran Empresa.[33]
- 2019. Incluida en el ranking internacional de mujeres emprendedoras, según el estudio del departamento de marketing de aceleradora mentor day.[34]
- 2019. Premio a "Mujer Empresaria CaixaBank, en la fase territorial.[35][36]
- 2020. Está en el ranking del "Top de  50 empresarias y directivas twitteras de España".[37]
- 2020. Premio al emprendimiento. Premio Rey Jaime I.[38]
- 2021. Premio FEDEPE en la categoría Liderazgo Mujer Empresaria otorgado por la Federación Española de Mujeres Directivas, Ejecutivas, Profesionales y Empresarias.[39]
- 2022. Premio Stem de Innovación sector privado como Mujer Referente.[40]